# Blix från klar himmel
Blix från klar himmel var en talkshow som sändes i Sveriges Television mellan åren 1992 och 1994. 
Erik Blix var programledare för denna talkshow där man presenterade vitt skilda gäster, allt från populära skådespelare och musiker till författare och politiker. Bland de många gästerna fanns bland andra Maud Adams, Tomas von Brömssen, Bo Widerberg, Johan Widerberg, Gudrun Schyman, Bengt Westerberg, Yrsa Stenius, Claes Malmberg, Carola Häggkvist, Hagge Geigert, Rowan Atkinson som Mr Bean, Folke Rydén och Majgull Axelsson. 
Återkommande gäst i varje program var bondkomikern Mats Ljung som framträdde som den filosoferande Skogstôrparn. Meteorologen Pär Holmgren deltog i flera sketcher utklädd till kvinnlig väderpresentatör.
Även Stefan & Krister bidrog med humoristiska inslag.